# 大阪市立歌島小学校
大阪市立歌島小学校（おおさかしりつ うたじましょうがっこう）は、大阪府大阪市西淀川区にある公立小学校。

## 沿革
地域在住の児童は1950年代まで大阪市立野里小学校に通学していたが、戦災復興や戦後のベビーブームなどに伴う児童増を背景に、同校では二部授業を実施するなど学校過密化が問題になっていた。
野里小学校の過密化解消のため、1960年に歌島町（現在地）に野里小学校の分校を開設し、同年10月19日より分校での授業を開始した。
分校では施設整備を進めたのち、分校開設から約4年半後の1965年4月1日付で、従来の野里小学校校区から淀川北岸線（淀川通）以北を分離する形で、大阪市立歌島小学校として独立開校した。
1965年6月22日に開校記念式典を実施し、この日を創立記念日としている。

## 通学区域
- 大阪市西淀川区 歌島1-4丁目

卒業生は大阪市立歌島中学校に進学する。

## 交通
- JR東西線 御幣島駅から北東へ700m。
- 東海道本線（JR神戸線） 塚本駅から北西へ800m。
- 大阪シティバス 92系統 北之町公園前バス停下車。